# Diane Nash

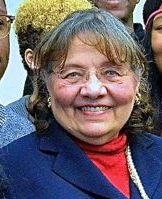
Diane Nash (2014)

Diane Judith Nash (* 15. Mai 1938 in Washington, D.C.) ist eine US-amerikanische Bürgerrechtsaktivistin und Leiterin und Strategin von einer Studentenorganisation der Bürgerrechtsbewegung. Nashs Kampagnen gehörten zu den erfolgreichsten der Ära. Zu ihren Bemühungen gehörten die erste erfolgreiche Bürgerrechtskampagne zur Integration von Theken für das Mittagessen (Nashville), die Freedom Riders, die das zwischenstaatliche Reisen aufgaben, die Mitbegründung des Student Nonviolent Coordinating Committee (SNCC); und Mitinitiierung des Alabama Voting Rights Project und Mitarbeit an der Selma Voting Rights Movement. Dies verhalf dem Kongress zur Verabschiedung des Stimmrechtsgesetzes von 1965, das die Bundesregierung ermächtigte, staatliche Praktiken zu überwachen und durchzusetzen, um sicherzustellen, dass Afroamerikaner und andere Minderheiten nicht an der Registrierung und Abstimmung gehindert wurden.

## Früheres Leben
Nash wurde 1938 geboren und wuchs in Chicago mit ihrem Vater Leon Nash und ihrer Mutter Dorothy Bolton Nash in einer bürgerlich-katholischen Gegend auf. Ihr Vater war ein Veteran des Zweiten Weltkriegs. Ihre Mutter arbeitete während des Krieges als Lochkartenstanzerin und überließ Nash bis zum Alter von 7 Jahren der Obhut ihrer Großmutter Carrie Bolton. Bolton war eine kultivierte Frau, die für ihre Raffinesse und Manieren bekannt war. Nach dem Krieg endete die Ehe der Eltern. Dorothy heiratete erneut mit John Baker, ein Kellner in den Eisenbahnwaggons der Pullman Company. Baker war Mitglied der Brotherhood of Sleeping Car Porters, einer der mächtigsten schwarzen Gewerkschaften des Landes. Da Dorothy nicht mehr außerhalb des Hauses arbeitete, sah Diane ihre Großmutter seltener, aber sie spielte weiterhin eine wichtige Rolle in Nashs Leben. Bolton setzte sich dafür ein, dass ihre Enkelin ihre Werte verstand, und diskutierte nicht oft über Rassen. Sie glaubte, dass rassistische Vorurteile den jüngeren Generationen von Älteren beigebracht wurden. Die Worte und Handlungen ihrer Großmutter erweckten in Diane Zuversicht und ein starkes Selbstwertgefühl, während sie gleichzeitig eine Art geschützte Umgebung schuf, in der sie mit zunehmendem Alter für die Schwere des Rassismus in der Außenwelt anfällig wurde.

## Auszeichnungen
- 2022: Presidential Medal of Freedom